# Carnuntum
Carnuntum (Καρνους, en griego) a veces castellanizada como Carnunto, fue la capital de la provincia romana de Panonia, cerca de la frontera con el Noricum (Nórico), en lo que había sido en origen un importante fuerte romano. Edificada en la ruta del ámbar, en el limes, se situaba a orillas del río Danubio, cerca de Petronell y Bad Deutsch-Altenburg, en el estado de Baja Austria, entre la actual Viena y Bratislava.
El 28 de noviembre de 2013, el «Parque arqueológico de Carnuntum» fue distinguido con uno de los primeros cuatro sellos del Patrimonio europeo que otorga la Comisión europea.

## Historia

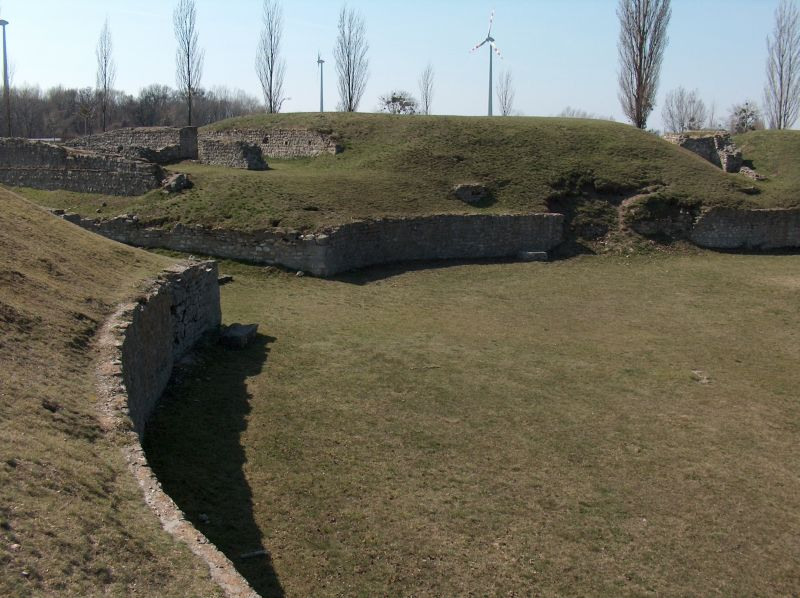
Ruinas del anfiteatro de Carnuntum.

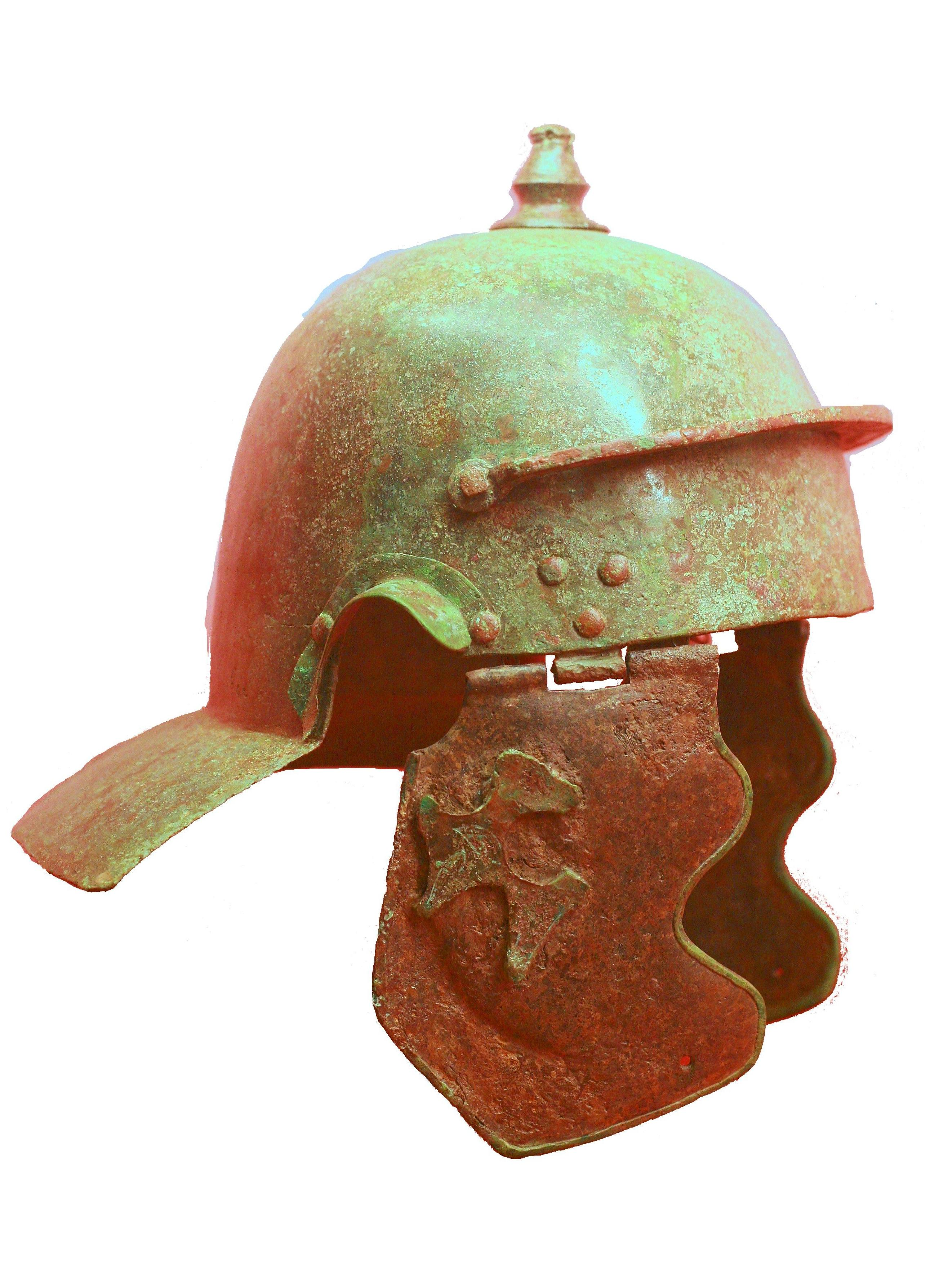
Casco legionario tipo Weisenau, anterior a la Primera Guerra Dácica, hallado en Carnuntum.

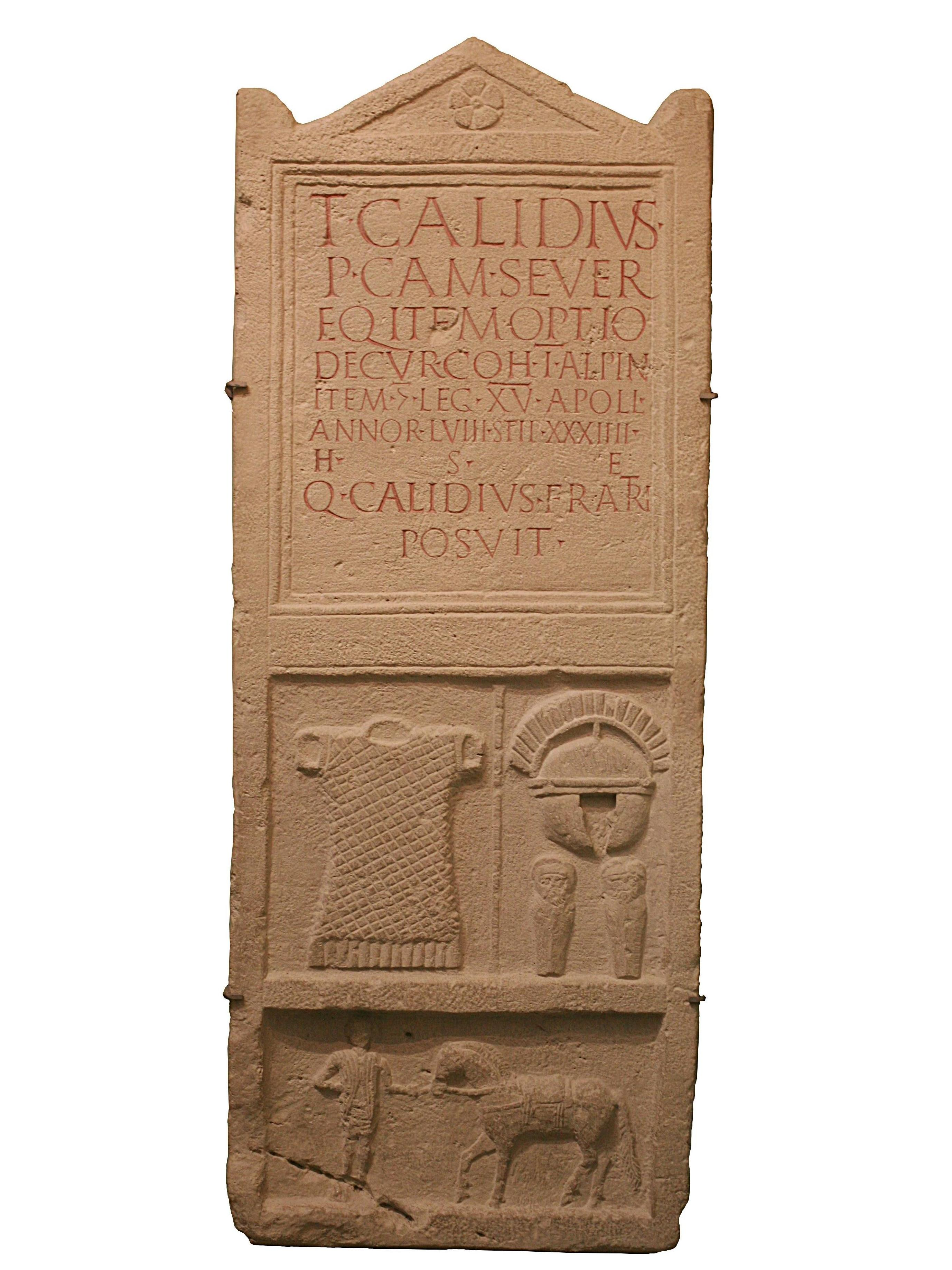
Estela funeraria del centurión Titus Calidius Severus procedente de Carnuntum, con sus insignias y equipamiento.

Sobre un poblado de origen céltico, en época de Augusto se construyó un campamento legionario destinado a albergar a la Legio XV Apollinaris, que lo ocupó hasta su traslado a Oriente en 63 por orden de Nerón.
Entre los años 63 y 69 fue ocupado por la Legio X Gemina. Después de la derrota de Vitelio en el Norte de Italia, a partir de 70, Vespasiano ordenó que fuera ocupado por la Legio VII Gemina.
En el año 74, cuando Vespasiano reorganizó a gran escala las tropas del Imperio, fue asignado a la Legio XIV Gemina Martia Victrix, unidad militar que permaneció allí hasta el final de la presencia romana en la zona (fines del siglo IV).
La dilatada y temprana presencia de legionarios supuso la creación de una importante cannaba o ciudad civil, que en época de Trajano se completó el recinto fortificado.
Adriano la promovió a municipium, con el nombre de Aelium Carnuntum, sede del gobernador de la provincia de Panonia Superior. En ella, durante las guerras marcománicas (172–175), residió Marco Aurelio, y escribió allí parte de sus Meditaciones. Más tarde, en 193, Septimio Severo, gobernador de Panonia, fue proclamado emperador en Carnutum, en sustitución de Pertinax. 
Durante la dinastía Severa (193–235), Carnuntum floreció económicamente y fue elevada al rango de colonia por Septimio Severo, o bien por su hijo Caracalla, con el nombre de Colonia Septimia Aurelia Antoniniana.
En el reinado de Galieno, una rebelión de los panonios resultó en la elección del usurpador Regaliano, quien estableció una ceca en la ciudad, donde se acuñaron monedas con su imagen y la de su esposa; Sulpicia Dryantilla. Finalmente, el pretendiente al trono fue asesinado por sus propias tropas, probablemente en la misma Carnuntum.
En el año 308, el emperador emérito Diocleciano presidió en la ciudad la histórica Conferencia de Carnuntum, a la cual concurrieron los coemperadores Maximiano y Galerio. En ella, se intentó resolver la disputa por el título de Augusto de Occidente, en el marco de la sucesión de la Tetrarquía.
En torno al 350 Carnuntum sufrió serios daños por un terremoto y en 374, fue destruida por la invasión de los cuados y los yacigios. Restaurada parcialmente por Valentiniano I, no recuperó su importancia política y militar,  sustituida por Vindobona. Durante el siglo de las invasiones, Carnuntum fue abandonada. 
Las excavaciones arqueológicas han sacado a luz los restos de las diferentes fases de la fortaleza con materiales de todas las legiones que lo ocuparon, varias necrópolis con un importante conjunto de estelas funerarias y, en la zona civil, restos de varios templos, de unas termas y de un anfiteatro.

## El parque arqueológico deCarnuntum
Hasta finales del siglo XVIII el lugar consistía en unas ruinas que estorbaban el paso e impedían el desarrollo de la agricultura, y sus mármoles fueron utilizados para producir cal. Hasta 1850 no comenzaron las primeras excavaciones, siendo los participantes principalmente coleccionistas. A partir de 1877 se abrieron las excavaciones más interesantes y una cuarta parte de la superficie del fuerte fue despejada. El parlamento de la provincia de Baja Austria votó la adquisición de una parte de la ciudad, donde se sospechaba que el subsuelo ocultaba restos importantes, y las excavaciones continuaron a un ritmo constante.
Los investigadores identificaron siete estratos de ocupación sucesivas, que se remontaban hasta la época de las Grandes invasiones. Las dos guerras mundiales interrumpieron las investigaciones arqueológicas, que se reanudaron en 1955, aunque como los métodos de conservación eran menos sofisticados entonces, varios vestigios sufrieron degradación, que luego se trató de reparar. 
Carnuntum se convirtió en un parque arqueológico. El monumento más importante del sitio es el llamado Heidentor, un fragmento todavía intacto de un arco de triunfo. También se pueden ver los dos anfiteatros, las termas y parte de la ciudad antigua. También fueron desenterrados lugares de culto pagano y paleocristianos. El museo arqueológico Carnuntum se encuentra en la cercana localidad de Bad Deutsch-Altenburg, inaugurado en 1904 por el emperador Francisco José I. 
En 2006 se conmemoraron los dos mil años de la colonia romana de Carnuntum. En 2014, se encontraron los restos de una escuela de gladiadores.
En sus proximidades se encuentra el Parque nacional Danubio-Auen.